# Ардеа (Рим)
Ардеа (итал. Ardea) је насеље у Италији у округу Рим, региону Лацио.
Према процени из 2011. у насељу је живело 17078 становника. Насеље се налази на надморској висини од 28 м.

## Становништво
Према резултатима пописа становништва 2011. у општини је живело 44.202 становника.
| 1936. | 1951. | 1961. | 1971. | 1981.  | 1991.  | 2001.  | 2011.  |
| ----- | ----- | ----- | ----- | ------ | ------ | ------ | ------ |
| 772   | 2.163 | 3.815 | 6.197 | 10.175 | 16.854 | 26.711 | 44.202 |

## Партнерски градови
- Аргос
- Риласинген-Ворблинген